# 普吻沙蚕
普吻沙蚕（学名：Glycera prashadi）为吻沙蚕科吻沙蚕属的动物。分布于阿拉伯海、印度-太平洋区的南日本以及中国南海等海域。